# Eleonore von Kaunitz
La condesa Maria Eleonore von Kaunitz-Rietberg (Viena, 1 de octubre de 1775-ídem, 19 de marzo de 1825) fue una dama austríaca, primera esposa del político Klemens, príncipe de Metternich.

## Biografía
Fue hija del matrimonio formado por Ernst Christoph, príncipe de Kaunitz-Rietberg (1737-1797) y la princesa Maria Leopoldine zu Oettingen-Spielberg (1741-1795), casados en 1761.
El 27 de septiembre de 1795 contrajo matrimonio con el joven conde Klemens von Metternich, que llegaría a ser uno de los políticos más importantes de la Europa postnapoleónica. Gracias a la muerte de su madre, heredó un patrimonio con el que pudo financiar la carrera de su marido como diplomático al servicio del emperador Francisco II del Sacro Imperio Romano Germánico. Su primo el príncipe Aloys von Kaunitz-Rietberg fue empleado por su marido como embajador en distintos lugares, entre los que destacan Madrid y Roma.
Murió en Viena en 1825. Su marido contraería con posterioridad dos matrimonios:
1. De 1827 a 1829 con la baronesa María Antonia von Leykam, condesa de Beilstein, con descendencia.
2. De 1831 a 1854 con la condesa Melania Zichy-Ferraris, con quien también tendría descendencia.

## Matrimonio e hijos
De su enlace con Klemens von Metternich, nacerían ocho hijos:
- Maria Leopoldina (1797-1820), casada el 15 de septiembre de 1817, con el príncipe József Esterházy (1791-1847);
- Franz (1798-1799);
- Clemens Eduard (1799-1799);
- Viktor (1803-1829);
- Clementine (1804-1820);
- Marie Antonia (1806-1829);
- Leontine (1811-1861), casada el 8 de febrero de 1835 con el conde Móricz Sándor de Szlavnicza (1805-1878), con descendencia;
- Hermine (1815-1890) canonesa en la Institución de Damas Nobles de Saboya (Savoysche Damenstift) en Viena.

## Órdenes y cargos

### Órdenes
- Dama de segunda clase de la orden de la Cruz Estrellada.[1] ( Imperio austríaco)

### Cargos
- Dama de palacio de la Imperial y Real Corte.[2] ( Imperio austríaco)

### Individuales
1. ↑  Imperio austríaco, 1824, p. 152.
2. ↑  Imperio austríaco, 1824, p. 168.